# Hypertropha
Hypertropha is een geslacht van vlinders van de familie sikkelmotten (Oecophoridae), uit de onderfamilie Hypertrophinae.

## Soorten
- H. chlaenota Meyrick, 1886
- H. desumptana (Walker, 1863)
- H. tortriciformis (Guenée, 1852)